# 王士驥 (順治進士)
王士驥，字千里，順天府大興縣人，明末清初政治人物，順治丙戌進士。

## 生平
順治二年（1645年）舉乙酉科順天鄉試，順治三年（1646年）聯捷丙戌科登進士，選國史院庶吉士。散館後授江南道監察御史。